# Parascotia carbonaria
Parascotia carbonaria är en fjärilsart som beskrevs av Ignaz Schiffermüller 1776. Parascotia carbonaria ingår i släktet Parascotia och familjen nattflyn. Inga underarter finns listade i Catalogue of Life.